# Подарок на Рождество
«Подарок на Рождество» (другое название — «Здравствуй, Дедушка Мороз») (англ. Jingle All the Way) — американский рождественский семейный комедийный фильм 1996 года, снятый режиссёром Брайаном Левантом. Главные роли исполнили Арнольд Шварценеггер и Дэвид Эдкинс, а также Фил Хартман, Рита Уилсон, Джейк Ллойд и Джеймс Белуши. В центре сюжета два соперничающих отца: одержимый работой Говард Лэнгстон (Шварценеггер) и вымотанный почтальон Майрон Лараби (Эдкинс). Отчаянно и упорно, оба пытаются найти экшен-игрушку Турбомэна для своих сыновей в последний момент «покупательского бума» в канун Рождества.
Вдохновлённый настоящими рождественскими распродажами таких игрушек, как «Дети с капустной грядки» и Могучие рейнджеры, Рэнди Корнфилд написал сценарий к фильму. После, продюсер Крис Коламбус переписал его, добавив элементы сатиры о коммерциализации Рождества, и проект был подхвачен студией 20th Century Fox. Замедление производства киноленты «Планета обезьян» позволило Шварценеггеру присоединиться к актёрскому составу «Подарок на Рождество», в то время как Коламбус предпочёл Дэвида Эдкинса на роль Майрона вместо Джо Пеши. Съёмки фильма начались в Миннеаполисе—Сент-Поле, на разных локациях, включая торговый центр Молл Америки. Спустя пять недель съёмок, производство ленты перенеслось в Калифорнию, где были отсняты оставшиеся сцены, в частности конец парада. Быстрая работа над фильмом подразумевала мерчандайз — ограниченный выпуск экшен-игрушки Турбомэна, использованной в кинокартине.
Хотя некоторые критики полагали, что фильм — действительно хороший семейный досуг, кинолента была встречена с широко негативной реакцией. Большая часть критики была направлена на сценарий картины, его акцент на коммерциализации Рождества, режиссуру Леванта и актёрскую игру Шварценеггера. Тем не менее, «Подарок на Рождество» добился успеха в кассовых сборах, заработав во всём мире более 129 000 000 долларов. Ежегодно фильм получает регулярную трансляцию по телевидению в течение рождественского сезона. В 2001 году суд обязал киностудию Fox выплатить 19 000 000 долларов компании Murray Hill Publishing за кражу идеи для ленты; вердикт был отменён три года спустя.

## Сюжет
Постоянно занятый работой клерк Говард Лэнгстон не уделяет своей семье достаточно внимания, регулярно опаздывает на семейные мероприятия, всё более теряя психологический контакт с женой и ребёнком, сынишкой Джейми. Зато сосед Лэнгстонов, разведённый Тед Малтин, находит время помогать его жене и сыну, с удовольствием делая всё то, что Говард не успевает. Говард всё чаще застаёт Теда в своём доме и догадывается, что этот «друг семьи» намерен увести от него жену.
Незадолго до Рождества Говард не явился на выступление по карате своего ребёнка, и, дабы утешить расстроенного сына, пообещал ему подарить на Рождество модную игрушку — куклу Турбомэна, популярного героя вымышленных фильмов. Но, в суете предпраздничных хлопот, вспоминает о своём обещании лишь в последний момент, когда Турбомэны уже все раскуплены и найти обещанный подарок становиться очень непросто. А ведь жена Говарда, Лиз, напоминала ему о Турбомэне ещё две недели назад, но Говард солгал ей, сказав, что давно купил подарок сыну.
Говарду необходимо любой ценой раздобыть эту игрушку, ведь это его последний шанс вернуть доверие семьи, доказав жене и ребёнку, что он думает и заботится о них. Всего несколько часов остаётся до Рождества, но ни в одном магазине уже нет Турбомэнов. Ко всему прочему, у Лэнгстона появляется конкурент — эксцентричный Майрон Лараби, чернокожий почтальон, который также обещал своему ребёнку подарить на Рождество Турбомэна.
Внезапно в одном из магазинов объявляется конкурс, победителю которого достанется Турбомэн. Говард пытается отнять выигрышный шарик у маленькой девочки, но возмущённая мать ребёнка, совместно с другими женщинами, поколотили Говарда дамскими сумочками, приняв его за извращенца.
Вскоре в магазине с Говардом заговаривает Санта-Клаус, предлагающий ему помочь приобрести Турбомэна. Санта приводит Говарда на подпольный склад, где одетые в костюмы Санта-Клаусов и эльфов контрабандисты, упаковывают поддельные игрушки. Цена в триста долларов (немаленькая сумма для того времени!), кажется Говарду высоковатой, но делать нечего, и он соглашается. Взяв деньги, жулики дают Говарду коробку с игрушкой. Говард, терзаемый сомнениями, вскрывает коробку, но поддельная кукла оказалась столь низкопробной, что буквально рассыпается в руках. Говард потребовал вернуть уплаченную сумму, но мошенники не желают отдавать деньги. Завязывается драка Говарда с Санта-Клаусами. Жулики начинают одолевать Говарда, но внезапно на склад нагрянула полиция. Говард, воспользовавшись игрушечным полицейским жетоном, выдаёт себя за детектива, якобы давно расследовавшего дело о подпольном складе, и скрывается.
А Тед Малтин в это время всячески помогает в домашних хлопотах жене Говарда, Лиз.
Говард отправляется в кафе, откуда звонит домой, желая рассказать жене о своей неудаче. Трубку берёт Джейми и говорит отцу, что мама занята делами с Тедом. Говард требует немедленно позвать мать, но ребёнок начинает настойчиво напоминать отцу о его обещании. Не сдержавшись, Говард накричал на сына. Возмущённый Джейми, в свою очередь, напомнил отцу о том, что тот никогда не выполняет свои обещания. В кафе Говард снова встречает почтальона Майрона, который угощает его алкоголем.
Отчаявшиеся найти Турбомэна, Говард и Майрон беседуют в кафе. Майрон рассказывает Говарду о том, что когда-то в детстве, отец тоже его обманул, не подарив заветную игрушку, что оказало влияние на всю последующую жизнь Майрона — он стал неудачником, не смог сделать карьеру и остался простым почтальоном. Говард с ужасом представляет, что и его сынишка Джейми тоже станет неудачником по вине рассеянного отца. Перед глазами Говарда встаёт картина, как Джейми, одетый в почтовую форму, уныло пьёт виски из горлышка бутылки…
Внезапно по радио объявляют викторину, победителю которой достанется Турбомэн. Говард и Майрон, одновременно рванувшись к телефону, дабы назвать ответ на вопрос викторины, ломают телефонный аппарат, и потому пешком спешат на радиостанцию с целью получить приз. Напуганный столь странными посетителями, ди-джей радиостанции вызывает полицию. Майрон, достав из почтовой сумки бандероль, утверждает, что это бомба, и требует отдать ему Турбомэна. Говард уговаривает Майрона не совершать необдуманный поступок. Майрон, возбуждённо жестикулируя, читает монолог о несчастной судьбе почтальона, «бомба» случайно выпадает из его рук и падает на пол. Разумеется, никакой бомбы в бандероли не было, там находился всего лишь рождественский сувенир. К тому-же, как оказалось, радиостанция разыгрывала не саму куклу, а лишь подарочный сертификат на Турбомэна.
В это время на радиостанцию нагрянула полиция. Майрон снова выхватывает из почтовой сумки первую попавшуюся в руки бандероль, вновь выдавая её за бомбу и угрожает совершить теракт, если его не отпустят. Но, по случайности, бандероль действительно оказывается бомбой. К счастью, при взрыве никто не пострадал, лишь комично изорвалась одежда одного из полицейских. Майрону с Говардом в суматохе удаётся скрыться.
Говард отправляется домой, и видит в окне своего дома Теда, украшающего рождественскую ёлку. Рассерженный Говард пробирается в дом Теда, дабы утащить у него Турбомэна, приобретённого Тедом для своего ребёнка, Джонни. Но Тед и Лиз застают Говарда на месте преступления. Лиз возмущена поступком Говарда. А Тед не упустил возможность всячески унизить Говарда, подчёркивая перед Лиз несостоятельность её мужа. Тед, Лиз и их дети отправляются на парад без Говарда.
Оставшись с Лиз вдвоем в машине, Тед, уверенный, что ему удалось влюбить в себя Лиз, делает ей предложение, но в ответ получает от Лиз термосом по голове.
Так и не сумев приобрести подарок, расстроенный Говард тоже отправляется на рождественский парад. На параде разыгрывается сценка из фильма о Турбомэне. По стечению обстоятельств, организаторы шоу принимают Говарда за актёра, играющего главного героя, и надевают на него костюм Турбомэна. Говард не протестует, ведь во время шоу Турбомэн должен подарить одному из присутствующих на параде детей ту самую игрушку, за которой Говард гонялся весь день.
Но почтальон Майрон, разузнав об этом, связывает другого героя шоу — антагониста Дементора, и надевает его костюм. Майрон намерен любой ценой отнять у Говарда игрушку. Учредители шоу удивлены, что всё идёт совсем не по сценарию, но зрители ни о чём не догадываются. Проявив чудеса ловкости и изобретательности, с помощью реактивного ранца и другой атрибутики Турбомэна, Говарду удаётся отбиться от Майрона и вернуть игрушку своему сыну, но Джейми, узнав своего отца, великодушно отдаёт игрушку Майрону, сказав, что она ему совсем не нужна, ведь дома у него есть настоящий живой Турбомэн…

## В ролях
- Арнольд Шварценеггер — Говард Лэнгстон
- Дэвид Эдкинс — Майрон Лараби
- Фил Хартман — Тед Малтин
- Рита Уилсон — Лиз Лэнгстон
- Джейк Ллойд — Джейми Лэнгстон
- Роберт Конрад[англ.] — офицер Александер Хаммелл
- Мартин Малл — диджей радио KQRS-FM[англ.]
- Джеймс Белуши — Санта Молла Америки
- Э. Дж. Де Ла Пена — Джонни Малтин
- Ларейн Ньюман — Первая Леди
- Джастин Чапман — Билли
- Харви Корман — Президент
- Ричард Молл[англ.] — дементор
- Дэниел Риордан[англ.] — Турбомэн
- Джефф Л. Дейст — ТВ-бустер / управляющий парадом
- Биг Шоу — Гигантский Санта
- Фил Моррис — Гейл Форс
- Крис Парнелл — работник детского магазина
- Кёртис Армастронг[англ.] — курящий бустер

## Саундтрек
Jingle All The Way (Original Motion Picture Soundtrack) — саундтрек к киноленте «Подарок на Рождество». Альбом состоит как из классических рождественских произведений в исполнении разных артистов, так и из оригинальных композиций, написанных американским композитором Дэвид Ньюман и спродюсированных Ньюманом в сотрудничестве с Филом Рамоном. Исполнительными продюсерами выступили Дэвид Каплан и Патриция Джозеф.
Пластинка была записана в том же году на студиях The Village Recorder в Лос-Анджелесе, и на Ocean Way Recording в Голливуде, где также были сведены композиции. Мастеринг альбома был проведён Филом Кламом на студии Master Cutting Room в Нью-Йорке. Координатором пластинки выступил Нилс Шруитер, а супервайзерами — Мэттью Уолден и Роберт Крафт. Саундтрек был издан 26 ноября 1996 года в формате CD на лейбле TVT Records. В нём были представлены только два произведения Ньюмана, прозвучавшие в фильме, но также вошли песни других исполнителей и рождественские композиции, в записи которых принял участие Оркестр Брайана Сетцера.
Jingle All The Way (Original Motion Picture Soundtrack)
| №                   | Название                                   | Автор(ы)                                                  | Исполнитель                         | Длительность |
| ------------------- | ------------------------------------------ | --------------------------------------------------------- | ----------------------------------- | ------------ |
| 1.                  | «Jingle Bells»                             | Джеймс Лорд Пьерпонт                                      | Оркестр Брайана Сетцера             | 2:18         |
| 2.                  | «So They Say It’s Christmas»               | Брайан Сетцер                                             | Лу Роуз, Оркестр Брайана Сетцера    | 4:05         |
| 3.                  | «Sleigh Ride»                              | Лерой Андерсон, Митчелл Париш                             | Дарлин Лав, Оркестр Брайана Сетцера | 2:36         |
| 4.                  | «Run Rudolph Run»                          | Марвин Броуди, Джонни Маркс                               | Чак Берри                           | 2:44         |
| 5.                  | «It’s the Most Wonderful Time of the Year» | Эдвард Пола, Джордж Уайл                                  | Джонни Мэтис                        | 2:47         |
| 6.                  | «Merry Christmas Baby»                     | Лу Бакстер, Джонни Мур                                    | Чарльз Браун                        | 4:47         |
| 7.                  | «Back Door Santa»                          | Кларенс Картер, Маркус Даниэль                            | Кларенс Картер                      | 2:09         |
| 8.                  | «The Christmas Song»                       | Мел Торме, Роберт Уэллс                                   | Нэт Кинг Коул                       | 3:10         |
| 9.                  | «Jingle Bell Rock»                         | Джо Бейл, Джозеф Карлетон Бейл, Джим Буф, Джеймс Росс Буф | Бобби Хелмс                         | 2:12         |
| 10.                 | «Father and Son»                           | Кэлвин Мэсси, Дэвид Ньюман, Кэт Стивенс                   | Дэвид Ньюман                        | 3:00         |
| 11.                 | «Finale»                                   | Джеффри Баргон, Альфред Ньюман, Стивен Шварц              | Дэвид Ньюман                        | 4:02         |
| 12.                 | «Deep in the Heart of Xmas»                | Сэмми Хагар, Джесси Хармс                                 | Оркестр Брайана Сетцера, Дарлин Лав | 2:52         |
| Общая длительность: | Общая длительность:                        | Общая длительность:                                       | Общая длительность:                 | 36:42        |

3 ноября 2008 года на лейбле Intrada Music Group было издано специальное лимитированное собрание всех двадцати трёх произведений Дэвида Ньюмана, прозвучавших в киноленте «Подарок на Рождество». Альбом выпускался в формате CD. Все треки были написаны Ньюманом, а продюсерами выступили Ник Редман и Дугласс Фейк; Роджер Фигилсон занимал должность исполнительного продюсера. Пластинка была записана 13 и 14 октября 1996 года на студии Sony Studios в Калвер-Сити, Калифорния. Тираж компакт-дисков составил полторы тысячи экземпляров.
Jingle All the Way (Original Score)
| №                   | Название                                        | Длительность |
| ------------------- | ----------------------------------------------- | ------------ |
| 1.                  | «Main Title»                                    | 1:58         |
| 2.                  | «Traffic»                                       | 1:48         |
| 3.                  | «Howard & Hummel»                               | 1:34         |
| 4.                  | «Turbo Man Commercial»                          | 0:32         |
| 5.                  | «Howard & Jamie»                                | 3:07         |
| 6.                  | «Abusing the Help»                              | 2:08         |
| 7.                  | «Late Delivery»                                 | 0:47         |
| 8.                  | «Nutcracker Mall»                               | 2:09         |
| 9.                  | «Riot in the Workshop»                          | 5:27         |
| 10.                 | «Here’s To You Dad»                             | 2:53         |
| 11.                 | «Music Box Bomb»                                | 2:01         |
| 12.                 | «Bomb #2»                                       | 1:24         |
| 13.                 | «Breaking & Entering»                           | 2:57         |
| 14.                 | «Drinking With Reindeer»                        | 1:48         |
| 15.                 | «Howard in the Taxi»                            | 1:40         |
| 16.                 | «Show Time»                                     | 1:33         |
| 17.                 | «Turbo Tom Marching Band #1»                    | 2:05         |
| 18.                 | «Turbo Tom Marching Band #2»                    | 2:10         |
| 19.                 | «Dementor Arrives»                              | 1:31         |
| 20.                 | «Howard Saves the Day»                          | 5:01         |
| 21.                 | «Rescue Jamie and Finale» (Оригинальная версия) | 4:01         |
| 22.                 | «Turbo Tom Marching Band #1» (Бонус-трек)       | 2:05         |
| 23.                 | «Rescue Jamie and Finale» (Бонус-трек)          | 3:59         |
| Общая длительность: | Общая длительность:                             | 55:26        |

## Отзывы критиков
На сайте Rotten Tomatoes фильм имеет рейтинг 19 %, составленный по 48 обзорам. На сайте Metacritic — 34 % по 23 обзорам.